# Evropski komisar za pravosodje
Evropski komisar za pravosodje je član Evropske komisije pristojen za področje sodstva. Trenutni komisariat je nastal zaradi delitve pravosodja in enakosti na ločena resorja.